# Pepita Escandell
Josefina Escandell Bonet, coneguda com a Pepita Escandell, i també amb el sobrenom de Pepita Raios (Eivissa, 23 de març de 1920 - 8 de gener de 2014) fou una dramaturga, professora i cantant eivissenca. És considerada la matriarca del teatre d'Eivissa.

## Biografia
Josefina Escandell Bonet va néixer a la ciutat d'Eivissa el 23 de març de 1920. Els seus pares van fundar i van regentar en la mateixa casa on va néixer l'Hotel Espanya, situat a la zona del port d'Eivissa. Va cursar els estudis primaris al col·legi de la Consolació, on va començar a donar mostra d'habilitats musicals, la qual cosa la va portar a iniciar estudis de piano i a cantar. També molt aviat, als sis anys, va començar a evidenciar el seu gust pel teatre, participant en representacions organitzades per les monges.

### Cantant, pianista, professora musical
Els seus estudis musicals inicials van ser sota la supervisió del mestre Victorí Planells, encara que en un primer moment no va pensar a seguir aquesta línia: va començar a preparar-se per a entrar a Correus, però el 1943 va canviar de rumb professional i es va incorporar al Conservatori Superior de Música del Liceu de Barcelona, on va estudiar durant nou anys cant i piano i on va coincidir amb Montserrat Caballé.
Va obtenir el títol de professora de piano el 1953. Com a soprano, va participar en múltiples concerts i sarsueles en l'àmbit català, i finalment va tornar a Eivissa, on al llarg dels anys 50 va continuar participant en la vida musical com a soprano, actuant en el Teatre Pereira i en la Coral Santa Cecilia.També va desenvolupar la seva activitat docent com a professora de cant de les sopranos Lina Cardona i Teresa Verdera, entre d'altres.

### Mestra
El seu interès per l'educació la va portar a estudiar magisteri a l'Escola de Magisteri de Palma i obtenir finalment el títol de docent per l'Escola Normal de Magisteri d'Alacant l'any 1956. Va treballar en diversos col·legis, gairebé sempre a l'illa d'Eivissa -entre els quals Sant Vicent de sa Cala, Santa Gertrudis i el Portal Nou- (així com al Berguedà i a Barcelona), fins al 1985, any en què es va jubilar.

### Actriu i dramaturga
De manera paral·lela a l'activitat docent va començar la seva trajectòria teatral: l'any 1958 va iniciar-se com a actriu en la companyia Societat Ebusus, que havia fundat Alexandre Villangómez. La companyia va representar a l'illa obres d'autors contemporanis, com Alejandro Casona, Miguel Mihura o Buero Vallejo, entre d'altres.
Als anys 80 va començar la trajectòria com a autora teatral: va escriure obres costumistes de tipus còmic que reflecteixen lingüísticament les característiques del dialecte eivissenc, i que recullen molts elements característics de la vida insular, l'estil de vida, les tradicions o els costums eivissencs. Encara que alguns d'aquests textos es van publicar en revistes literàries i culturals, com Es Vedrà i es Vedranell (que s'edità entre 1983 i 1987), i s'havien representat amb èxit a l'illa, les edicions d'aquestes obres no van arribar fins als anys 90, quan l'editorial Mediterrània-Eivissa, en col·laboració amb el Consell Insular d'Eivissa i Formentera, van publicar Ses frasquites, Pagesos i senyors, Contraban i novena, i Els bons costums, impreses totes entre 1998 i 1999. Una antologia de tota la seva producció teatral es va publicar l'any 2007 amb el nom de Teatre de sempre, incloent textos no impresos fins llavors, com Es tio de l'Havana, S'oli de ratolí, Un miracle amb coua, Un home desmemoriat, Moros a la costa, etc.
Al llarg dels anys vuitanta i noranta, les seves obres va ser representades en diversos teatres d'Eivissa, com el Grup de Teatre Amateur (GAT) o el Grup de Teatre des Casino des Moll, entre d'altres.

### Narradora
Encara que en línies generals no va posar especial èmfasi en el conreu de la narrativa, publicà diversos relats en diferents revistes i publicacions periòdiques i es va preparar una antologia a càrrec de Jean Serra titulada Narracions breus, que s'edità al 2007.
Va morir el 8 de gener de 2014 a Sa Residència de Can Vilàs, a Eivissa.

## Premis i reconeixements
- 2006: Homenatge de l'Associació d'Escriptors en Llengua Catalana[12]
- 2009: L'Ajuntament d'Eivissa va decidir que un carrer del barri de Can Sant, a Vila, portés el nom de Pepita Escandell.[13][14]

## Publicacions

### Obres de teatre
- Antologia Teatre de sempre (ed. Jean Serra, Comunitat Autònoma de les Illes Balears, 2007)
- Ses frasquites (Ed. Mediterrània-Consell d'Eivissa i Formentera, 1999)
- Pagesos i senyors (Ed. Mediterrània-Consell Insular d'Eivissa i Formentera, 1998)
- Contraban i novena + Els bons costums (Ed. Mediterrània-Consell d'Eivissa i Formentera, 1998)

### Narrativa
- Narracions breus (edició i introducció de Jean Serra, Consell Insular d'Eivissa i Formentera, 2007)